# Nanajski jezici
Nanajski jezici, malena podskupina jugoistočnih tunguskih jezika, koji se govore na području Sahalina i rijeka Amur i Ussuri u istočnom Sibiru, Rusija. Jugoistočnu podskupinu čini zajedno s udegejskim jezicima. 
Ima svega tri predstavnika, to su: nanajski [gld]; orok [oaa] i ulčski [ulc]. Najvažniji među njima je nanajski s 3.890 govornika

## Vanjske poveznice
- Ethnologue (14th)
- Ethnologue (15th)